# Raini Rodriguez
Raini Rodriguez (Bryan, 1 de julho de 1993) é uma atriz e cantora norte-americana, mais conhecida pelo papel de Maya Blart em Paul Blart: Mall Cop e por seu papel como Trish em Austin & Ally, série do Disney Channel. também apareceu em um episódio de Zack e Cody: Gêmeos em Ação, outra série do Disney Channel, como Betsy, em Uma Banda lá em Casa, show do Disney XD, como Arlene Roca.

## Vida pessoal
Rodriguez nasceu em Bryan, Texas. Seus pais são Rafael Duarte e Fernanda Rodriguez. O casal possuia uma empresa de pneus chamada Rodriguez Tire Service. Raini Rodriguez é irmã do ator Rico Rodriguez.

## Filmografia
| Filmes & seriados | Filmes & seriados                         | Filmes & seriados   | Filmes & seriados                                                                          |
| Ano               | Filme/Série                               | Papel               | Notas                                                                                      |
| ----------------- | ----------------------------------------- | ------------------- | ------------------------------------------------------------------------------------------ |
| 2006              | Huff                                      | Denise              | "Black Shadows" (temporada 2, Episódio 12)                                                 |
| 2007              | Handy Manny                               | Isabel Montoya      | "Lost and Found"; função de voz                                                            |
| 2007              | Família do ano                            | Maria               | "Pilot" (temporada 1, episódio 1)                                                          |
| 2007              | Parker                                    | Garota no Parque #2 |                                                                                            |
| 2007              | The Suite Life of Zack & Cody             | Betsy               | "Sleepover Suite" (3ª temporada, episódio 7)                                               |
| 2008              | Babysitters Beware                        | Irmã de Marco #1    |                                                                                            |
| 2009              | Paul Blart: Mall Cop                      | Maya Blart          | Papel de apoio                                                                             |
| 2009              | Jonas Brothers: The 3D Concert Experience | Voz ADR             |                                                                                            |
| 2009              | Slice of Water                            | Maggie Blumsfeld    |                                                                                            |
| 2009              | Gordita                                   | Teenage Tatiana     |                                                                                            |
| 2010              | I'm in the Band                           | Arlene Roca         | 2 episódios                                                                                |
| 2011              | True Jackson, VP                          | Nina                | "True Mall" (temporada 2, episódio 31)                                                     |
| 2011              | Prom                                      | Tess                |                                                                                            |
| 2011              | The Tonight Show with Jay Leno            | Ela mesma           | (Temporada 20, Episódio 46)                                                                |
| 2011-2016         | Austin & Ally                             | Trish de la Rosa    | Papel principal; Série Disney Channel                                                      |
| 2012              | Jessie                                    | Trish de la Rosa    | "Austin & Jessie & Ally All-Star New Year" (Temporada 2, Episódio 6); Série Disney Channel |
| 2012              | Girl in Progress                          | Tavita              |                                                                                            |
| 2015              | Não Fui Eu                                | Trish de la Rosa    | Participação especial; "Bite Club" (Temporada 2, Episódio 18); Série Disney Channel        |
| 2015              | Paul Blart: Mall Cop 2                    | Maya Blart          | Papel de apoio                                                                             |

## Videografia
| Músicas | Músicas                                                | Músicas                                       | Músicas |
| Ano     | Música                                                 | Álbum                                         |         |
| ------- | ------------------------------------------------------ | --------------------------------------------- | ------- |
| 2012    | Living Your Dreams                                     | De "Beverly Hills Chihuahua 3: viva a festa!" |         |
| 2012    | Vive Tus Sueños (Spanish version "Living Your Dreams") | De "Beverly Hills Chihuahua 3: viva a festa!" |         |

| Vídeos | Vídeos                                                                 | Vídeos       | Vídeos |
| Ano    | Título                                                                 | Diretor      |        |
| ------ | ---------------------------------------------------------------------- | ------------ | ------ |
| 2012   | Living Your Dreams (From "Beverly Hills Chihuahua 3: Viva La Fiesta!") | Desconhecido |        |